# Trzy cienie
Trzy cienie (tytuł oryginału: Trois Ombres) – francuski komiks autorstwa Cyrila Pedrosy, opublikowana w 2007 przez wydawnictwo Delcourt, a po polsku w 2009 roku przez Kulturę Gniewu.

## Fabułą
Trzy cienie to opowiedziana w formie baśni historia kilkuletniego Joachima i jego rodziców: Lisy i Louisa, którzy wiodą sielskie życie w spokojnej dolinie do czasu, gdy w pobliżu ich domostwa pojawia trzech zakapturzonych jeźdźców. Rodzice domyślają się, że trzy cienie przybyły, aby odebrać im synka. Lisa wydaje się z tym pogodzona, jednak Louis za wszelką cenę pragnie uchronić Joachima przed wczesną śmiercią i oszukać przeznaczenie. Ucieka wraz z malcem, ścigany przez jeźdźców. Zarówno dla ojca, jak i syna będzie to podróż pełna niebezpieczeństw, stawiająca obu w obliczu okrucieństwa ludzi i nieuchronności losu.

## Odbiór i nagrody
Trzy cienie otrzymały pozytywne opinie czytelników i recenzentów. Zostały zakwalifikowane do głównej selekcji na Międzynarodowym Festiwalu Komiksu w Angoulême w 2008. Oprócz tego komiks zwyciężył w konkursie "Najlepszy komiks francuskojęzyczny Festiwalu w Angoulême – polski wybór 2008".